# Gadożer białobrzuchy
Gadożer białobrzuchy (Circaetus pectoralis) – gatunek dużego ptaka drapieżnego z rodziny jastrzębiowatych (Accipitridae), zamieszkującego Afrykę Subsaharyjską.

## Systematyka
Gatunek monotypowy. Bywał uznawany za podgatunek gadożera zwyczajnego (C. gallicus) i prążkowanego (C. beaudouini).

## Występowanie
Występuje w Afryce pomiędzy równoleżnikami 19°N a 33°S – od wschodniego Sudanu i Etiopii po RPA.

## Morfologia
Ma czarno-brązową głowę, ramiona, grzbiet, skrzydła oraz ogon. Jego brzuch ma barwę białą. Dziób i nogi są szare, a oczy żółte. Osobniki tego gatunku osiągają długość ciała 63–71 cm, rozpiętość skrzydeł 160–185 cm; masa ciała wynosi 1178–2260 g.

## Ekologia i zachowanie
Żyją na obszarach trawiastych i innych terenach otwartych, w tym pustyniach, głównie na wysokościach od 0 do 3400 m n.p.m. Gadożery białobrzuche żywią się gryzoniami, mniejszymi ptakami, gadami, rybami, nietoperzami, płazami i owadami. 
Okres godowy trwa od listopada do czerwca w Etiopii, od grudnia do października we wschodniej Afryce i od czerwca do stycznia w południowej Afryce. Gniazda gadożerów usytuowane są na wysokości 3,5–7,5 m, zazwyczaj na szczycie akacji. Samice składają jedno jajo. Okres inkubacji trwa 51 dni.

## Status
Międzynarodowa Unia Ochrony Przyrody (IUCN) uznaje gadożera białobrzuchego za gatunek najmniejszej troski (LC – Least Concern). Trend liczebności populacji jest nieznany.